# Alkanna hispida
Alkanna hispida är en strävbladig växtart som beskrevs av Hub.-mor. Alkanna hispida ingår i släktet Alkanna och familjen strävbladiga växter. Inga underarter finns listade i Catalogue of Life.